# 文化社會學 (期刊)
《文化社會學》（Cultural Sociology）是一份2007年起出版的英國社會學學術期刊，由英國社會學會（British Sociological Association）發行、SAGE Publications出版，現任主編是亞伯丁大學文化社會學教授大衛·英格利斯（David Inglis）和歷史社會學教授安德魯·布萊克（Andrew Blaikie）。該期刊收錄與文化分析的社會學領域中，有關理論或方法論的研究。除了文化分析，也收錄文化研究、性別研究、後殖民主義、藝術史、電影研究與人文地理學的論文。

## 外部連結
- 《文化社會學》在出版社官網上的介紹 （页面存档备份，存于） （英文）